# هنري إس. روبنسون
هنري إس. روبنسون (بالإنجليزية: Henry S. Robinson)‏ هو عالم آثار كلاسيكية أمريكي، ولد في 6 يونيو 1914، وتوفي في 4 يوليو 2003.